# 송형은
송형은(1983년 9월 23일 ~ )는 대한민국의 배우이다.

## 학력
- 경민대학교 연극과 졸업

## 출연작

### 뮤지컬
- 《더빙극 이국정원》 (2021년) - 철고 역
- 《명성황후》 (2021년) - 원세개 역
- 《시티오브엔젤》 (2019년) - 뮤뇨즈&판쵸 역
- 《백범》 (2019년) - 고상헌 역
- 《레미제라블》 (2016년) - 자베르 역
- 《에릭사티》 (2015년) - 피카소 역
- 《달을 품은 슈퍼맨》 (2015년) - 안경 역
- 《런웨이 비트》  (2015년) - 태봉 역
- 《내 아내의 모든 것》  (2014년) - 멀티 역
- 《웨딩싱어》 (2013년)
- 《벽을 뚫는 남자》  (2012년) - 재판관 역
- 《서편제》  (2011년) - 제작자 역
- 《맘마미아》 (2008년)
- 《내 마음의 풍금》  (2009년) - 친구 역
- 《갬블러》 (2008년)
- 《헤어스프레이》 (2007년)

### 연극
- 《사랑해요 당신》 (2018~2022년) - 종태 역
- 《사랑하니까 이야기다》 (2016년) - 정원 역
- 《내 아내의 모든 것》 (2014년) - 두현 역